# Герб Малинського району
Герб Ма́линського райо́ну — офіційний символ Малинського району Житомирської області, затверджений рішенням 13 сесії Малинської районної ради 23 скликання від 14 лютого 2001 року.

## Опис герба
Щит має форму чотирикутника із заокругленими нижніми кутами і загостренням в основі. Поле розсічене на зелене і синє. На щиті зображено золоту квітку льону і вишитий український рушник із поліським орнаментом.
У верхній частині герба напис «Малинський район».